# Smolice (przystanek kolejowy)
Smolice − nieczynny przystanek osobowy w Smolicach, w Polsce, w województwie wielkopolskim, w powiecie krotoszyńskim.